# ProMarkt (Wegert)
ProMarkt Handels GmbH (Kurzform: ProMarkt) war eine Handelskette der Foto-Radio-Wegert-Gesellschaft mit Sitz in Berlin.

## Bis 2003
Unter diesem Namen betrieb die Wegert-Gruppe bis 2003 in Nord-, Ost- und Süddeutschland Elektrofachmärkte.
In Westdeutschland (Nordrhein-Westfalen, Rheinland-Pfalz, Saarland) trat die Handelskette unter dem Namen MakroMarkt auf, weil der Name ProMarkt von der gleichnamigen Rewe-Tochter ProMarkt belegt war.
Um das Erscheinungsbild in Deutschland zu vereinheitlichen, entschloss man sich aber im Jahr 2003, nach der Aufteilung der Wegert-Gruppe, bundesweit nur noch als MakroMarkt aufzutreten.

## Ab 2008
Nach der Insolvenz und Auflösung der Franchiseverträge der MediMax-Märkte (Nachfolgeunternehmen der MakroMarkt) firmierten ab September 2008 15 Märkte unter promarkt.de. 5 der 27 MediMax-Märkte wurden von ElectronicPartner übernommen.

## Insolvenz
Die Namensrechte für den stationären Handel unter ProMarkt wurden Ende 2009, im Zuge der Insolvenz der promarkt.de, an die REWE-Tochter REWE Unterhaltungselektronik GmbH, Betreiberin der ProMärkte, veräußert.
Der Onlineshop promarkt.de wurde von der Promarkt Online GmbH in Berlin, einer 100%igen Tochter der Promarkt Handels GmbH, betrieben. Zwischen dem 1. März 2010 und 3. Juli 2014 gehörte die Domain www.promarkt.de der REWE Unterhaltungselektronik GmbH. Seit dem 4. Juli 2014 gehört die Domain der ElectronicPartner GmbH. Anfänglich wurden Besucher auf www.medimax.de umgeleitet.